# Medaglia "Benemerenti" per la presa di Perugia
La medaglia "Benemerenti" per la presa di Perugia venne istituita da papa Pio IX nel 1859.
La medaglia venne istituita per ricompensare simbolicamente i militari pontifici del Primo Reggimento Estero, l'unità (perlopiù composta di svizzeri) che riportò la città umbra sotto il controllo del Papa, in un episodio ricordato dalla storiografia risorgimentale come Stragi di Perugia.

## Insegne
La  medaglia consiste in un tondo d'argento riportante sul diritto il volto di Pio IX rivolto verso sinistra, attorniato dalla legenda "PIVS IX PONTIFEX MAXIMUS" e sotto il busto con due rami d'alloro decussati. Il retro riportava invece la scritta "BENE MERENTI" al centro, circondata da una corona di rami d'alloro.
Il  nastro era giallo bordato di bianco, a riprendere i colori della bandiera pontificia.